# Julia Ebner
Julia Ebner (24 de julho de 1991) é uma pesquisadora do terrorismo e extremismo austríaca, que mora em Londres. Escreveu os livros The Rage: the Vicious Circle of Islamist and Far-Right Extremism e Going Dark: the Secret Social Lives of Extremists.

## Publicações

### Publicações por Ebner
- The Rage: the Vicious Circle of Islamist and Far-Right Extremism. Londres: I.B. Tauris, 2017. ISBN 978-1788310321.
- Radikalisierungsmaschinen: Wie Extremisten die neuen Technologien nutzen und uns manipulieren (radicalization machines: how extremists use new technology and manipulate us). Berlim: Suhrkamp Nova, 2019. ISBN 978-3-518-47007-7.[2]
- Going Dark: the Secret Social Lives of Extremists. London: Bloomsbury, 2020. ISBN 9781526616784.[3][4]

### Publicações com contribuições de Ebner
- Education and Extremisms: Rethinking Liberal Pedagogies in the Contemporary World. Edited by Farid Panjwani, Lynn Revell, Reza Gholami, and Mike Diboll. Routledge, 2017. ISBN 9781138236110. Routledge, 2019. ISBN 9780367198718. Ebner contributes a chapter.